# 山口県立光高等学校
山口県立光高等学校（やまぐちけんりつ ひかりこうとうがっこう）は、山口県光市に所在する公立の高等学校。

## 設置学科
全日制
- 普通科
- 総合学科[注釈 1]

## 沿革
旧制室積高等女学校
- 1936年3月 - 光市室積に山口県立室積高等女学校設立
- 1948年4月 - 学制改革により山口県立光女子高等学校となる

旧制光中学校
- 1942年2月 - 光市浅江（現在の光市立浅江小学校敷地）に山口県立光中学校設立
- 1948年4月 - 学制改革により山口県立光高等学校となる

旧山口県立光高等学校
- 1949年4月 - 光女子高等学校と光高等学校が統合し、山口県立光高等学校と改称。
- 1954年4月 - 光市光井（現在の武田薬品工業光工場敷地）に移転。
- 1969年4月 - 現在の敷地に移転
- 1993年、1994年 - 野球部が夏の甲子園に出場

山口県立光高等学校
- 2020年4月1日 - 旧山口県立光高等学校と山口県立光丘高等学校が統合し、山口県立光高等学校が開校する[1]
- 2020年7月 - 県央部多部制定時制・通信制高校の設置に伴う、2022年度からの定時制課程の募集停止を発表[2]。
- 2023年 - 野球部が春の甲子園に出場。
- 2025年3月 - 定時制課程を廃止[3]

## 著名な卒業生
- 市川熙 - 光市長、元市議会議長
- 国近友昭 - マラソン選手、2003年度福岡国際マラソン優勝者、アテネオリンピック出場
- 小西工己 - 元名古屋グランパスエイト社長
- 近藤克彦 - 元第一勧業銀行頭取、みずほフィナンシャルグループ名誉顧問
- 末岡泰義 - 前光市長、前山口県市長会会長
- 末岡龍二 - 元サッカー選手
- 宝城カイリ - プロレスラー、女優、元ヨット選手
- 松岡満寿男 - 元光市長、元参議院議員、元衆議院議員
- 室積光 - 作家
- 大畠寛美 - ラジオパーソナリティー
- 片山 正則-いすゞ自動車代表取締役会長・日本自動車連合会会長

## 進路
- 進学する生徒が大部分であるが、私立大学に進学する者（80名程度）が最も多く、次いで国公立大学や専門学校（各20名程度）への進学が多い[4]。

## 部活動
- 1993年と1994年に硬式野球部が夏の甲子園に2年連続で出場した。1993年（第75回）は、1回戦で群馬県代表桐生第一高等学校に2-4で敗れた。1994年（第76回）は、1回戦で山梨県代表市川高等学校に2-4で敗れた。この当時の監督は、南陽工業高校で甲子園出場経験があり、津田恒美（元広島東洋カープ投手）の育ての親でもある坂本昌穂（現・周南市教育長）であった。
- 1994年（第76回）の開会式では、光高校野球部主将（杉村衡作）が選手宣誓を務めた。
- 2022年度の秋季中国地区高等学校野球大会で準優勝した成績が評価され、翌年春（第95回）に初出場を果たす[5] と、初戦となる2回戦で彦根総合高等学校に2‐0で勝ち甲子園初勝利を挙げた。[6]
- 伝統的に、ヨット部、柔道部、陸上競技部、女子バスケットボール部が強かった。
- 柔道部は県下でも萩高等学校や高水高等学校と並ぶ強豪校であった。毎年、3月に行われる全国高等学校柔道選手権大会には、1981年、1982年、1987年、1988年に出場した。1987年度には、高校総体と沖縄国体にも出場した。
- 女子バスケットボール部は三田尻女子高等学校（現・誠英高等学校）、長府高等学校、高水高等学校と並ぶ強豪校であった。高校総体は、1985年度、1986年度、1991年度、1993年度に出場した。1986年度には、全国高等学校バスケットボール選抜優勝大会、かいじ国体（山梨国体）にも出場した。
- ヨット部は、同じく光市にある聖光高等学校と共に、毎年のように高校総体や国体へ出場し、これら全国規模の大会でも好成績を納め、OB・OGにはオリンピック選手も輩出している。1986年度の高校総体では、スナイプ級男子、女子チームがアベック優勝した。1987年度の全国高校選抜ヨット選手権大会では、スナイプ級、F・J級の両方で、沖縄国体では、少年男子F・J級が優勝した。1988年度の高校総体では、女子スナイプ級、女子F・J級が優勝、京都国体では、少年男子スナイプ級が優勝した。1993年度、1994年度の全国高校選抜ヨット選手権大会では、男子F・J級が優勝した。
- 陸上競技部は長距離に強く、OBには、アテネオリンピックマラソン代表の国近友昭らがいる。近年でも2008年度には、陸上競技部女子が山口県大会で総合優勝した。
- ソフトテニス（軟式庭球）部は1988年度、1990年度、1995年度～2001年度等に全国高校総体に出場し、1995年度～2001年度頃は毎年のように国体県代表選手を選出し、2000年度には全日本ハイスクールジャパンカップに出場した。近年は2006年度に全国高校総体に出場した。